# Bernhard von Münster

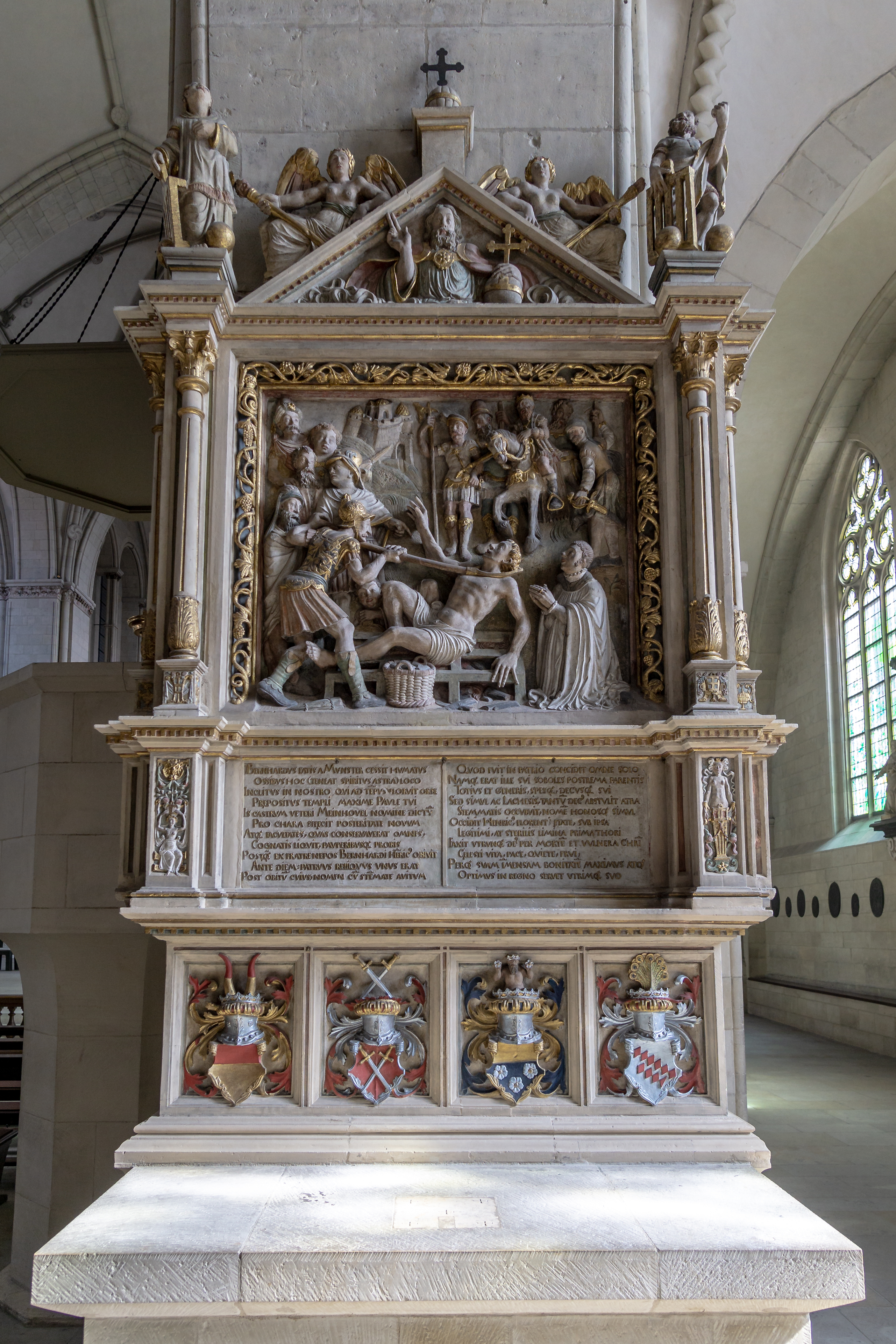
Epitaph Bernhard von Münster, Laurentiusaltar St.-Paulus-Dom Münster

Bernhard von Münster (* 1500; † 1. Mai 1557 in Münster) war ein Dompropst in Münster.

## Leben

### Herkunft und Familie
Bernhard von Münster entstammte als Sohn der Eheleute Johann von Münster zu Meinhövel und Berta Hilla von Diepenbrock dem hochfreien westfälischen Adelsgeschlecht von Münster. Anna Tartenmeckers (auch Teuteberg, Totenmakers) war seine Konkubine. Mit ihr hatte er sieben Kinder, was in der Reformationszeit toleriert wurde. Seine Tochter Catharina heiratete den Bischofssekretär Johann Droste († 1596). Dieser entstammte einer illegitimen Verbindung des Stiftsbursars von St. Ludgeri (Münster), Johann Droste zu Handorf, einem Sohn des Bürgermeisters von Münster Everwin II. von Droste zu Handorf. Sein Bruder war der bischöfliche Offizial und humanistische Schriftsteller Everwin von Droste zu Hülshoff.

### Wirken
Bernhard war im Jahre 1522 Domherr und wurde am 13. November 1553 als Nachfolger Wilhelm Kettelers zum Dompropst gewählt und am 1. Januar 1554 vom Bischof bestätigt. Er war Befehlshaber des Hauses Lüdinghausen und im Besitz der Obödienz Scholving sowie des Archidiakonats Stadtlohn. Nach dem Tode seines kinderlosen Neffen Heinrich von Münster errichtete er im Jahre 1555 den Laurentiusaltar im münsterischen Dom, vor dem er nach seinem Tode am 1. Mai 1557 bestattet wurde. Hier befindet sich sein Epitaph. Zu seinem Nachfolger wurde der im Collegium Germanicum in Rom erzogene und ausgebildete Johann Schencking – aus einer münsterischen Erbmännerfamilie stammend – vom Papst bestimmt. Das Domkapitel verweigerte jedoch wegen seiner Herkunft die Amtseinsetzung. Dies war der Beginn des bis zum Jahre 1708 andauernden münsterischen Erbmännerstreits.